# 貝克維爾 (亞利桑那州)
貝克維而（英語：Bakerville）是位於美國亞利桑那州科奇斯縣的一個非建制地區。該地的面積和人口皆未知。

## 地理
貝克維而的座標為31°25′22″N 109°53′14″W / 31.42278°N 109.88722°W，而該地的平均海拔高度為1536米（即5039英尺）。